# Uta Bresan
Uta Bresan (Dresden, 9 maart 1965) is een Duitse schlagerzangeres en presentatrice.

## Jeugd en opleiding
Tijdens haar schooltijd werd Uta Bresan vier jaar lang in klassieke zang opgeleid op de muziekschool Paul Büttner (componist en koorleider) in Dresden. Nadat ze haar eindexamen had gemaakt, studeerde ze van 1984 tot 1988 aan de muziekhogeschool Carl Maria von Weber Dans- en Amusementsmuziek en ronde haar staatsexamen af.

## Carrière
Haar eerste tv-optredens had ze in 1989 in programma's als Feuerabend en Sprungbrett en kreeg in deze periode reeds onderscheidingen als de Silbernen Bong en de publieksprijs bij het internationale Schlagerfestival 1990 in Moskou. Er volgden optredens in tv-shows van de openbare en wettelijke kanalen, waaronder Lustige Musikanten, de ZDF-Hitparade, Musikantenscheune en ZDF-Fernsehgarten.
In 1993 contracteerde de MDR Bresan voor het dierenbemiddelingsprogramma tierisch, tierisch. Dit programma was vanaf het begin in het gebied vrij succesvol en wordt nog steeds door haar gepresenteerd. Sinds januari 2004 presenteert ze ook het muziekwensprogramma Musik für Sie bij MDR. In maart en april 2009 was ze in het programma 10 Jahre jünger als presentatrice ook voor de zender RTL actief.

## Privéleven
Uta Bresan woont in het Dresdense stadsdeel Bühlau, is getrouwd en heeft twee kinderen.

## Discografie

### Singles
- 01/1993: Ich wünsch' mir mehr als die Nacht
- 05/1993: Super Sommer
- 01/1994: Liebe aus der Ferne
- 10/1994: Nur, weil ich mich mag (alleen promo)
- 01/1996: Tausend und eine Nacht vorbei
- 03/1997: Mitten ins Herz
- 08/1997: Sehnsucht kannst du nicht verbieten
- 06/1998: Feuer im Vulkan
- 12/1998: Lass mich noch einmal träumen
- 05/1999: Ich will nach Hause zu dir
- 11/1999: Ich leb auch ohne dich ganz gut
- 04/2000: Ich hab den Sommer bestellt
- 10/2000: Liebe ist wie ein Wunder
- 03/2001: Balsam auf meiner Seele
- 09/2001: Hilf mir an deiner Seite zu geh'n
- 04/2002: Kneif mich mal
- 03/2003: Du bist der Frühling meines Lebens (alleen promo)
- 08/2003: Aus Liebe geboren (alleen promo)
- 12/2003: Wenn du mich berührst (alleen promo)
- 04/2004: Viva la Vida el Amor (alleen promo)
- 09/2004: Gab es uns nur einen Sommer lang (alleen promo)
- 06/2005: Sommergefühl
- 10/2005: Was man über sie erzählt
- 02/2006: Komm doch mal vorbei!
- 03/2006: Irgendwann ist alles doch vorüber
- 06/2006: Schenk mir diesen Sommer
- 10/2006: Wir brauchen Zeit, um zu träumen
- 03/2007: Der Himmel schweigt
- 07/2007: Komm, lass uns tanzen (alleen promo)
- 11/2007: Sie spielen unser Lied (alleen promo)
- 03/2008: Wir seh'n uns wieder (alleen promo)
- 10/2008: Will nur mal deine Stimme hören (alleen promo)
- 02/2009: Du bist nicht allein (alleen promo)
- 06/2009: Ab in den Süden (Der Sommer beginnt) (alleen promo)
- 11/2009: Ich möchte keinen Tag vermissen (alleen promo)
- 11/2009: Wir fliegen mit dem Weihnachtsmann (alleen promo)
- 04/2010: Es hat alles seine Zeit (alleen promo)
- 10/2010: Kannst du mir verzeihn (alleen promo)
- 03/2011: Liebe macht süchtig (alleen promo)
- 05/2011: Ich hab' das Gefühl, der Sommer fängt an (alleen promo)
- 10/2011: Einsamer Wolf (alleen promo)
- 03/2012: Zum Teufel nochmal (alleen promo)
- 06/2012: Ich leb für dich in ihrem Schatten (alleen promo)
- 10/2012: Wen würde ich lieben (alleen promo)
- 01/2013: Wort für Wort (alleen promo)
- 06/2016: Wellenspiel
- 05/2017: Kopf oder Zahl
- 04/2018: Was wäre wenn

### Albums
- 04/1996: Ich wünsch' mir mehr …
- 05/1999: Zum Horizont und noch weiter
- 10/2000: Unbeschreiblich weiblich
- 06/2002: Ein Teil von mir
- 03/2003: Herzgedanken
- 03/2006: Himmlische Augenblicke
- 10/2007: Feuer im Vulkan
- 03/2008: Solange du willst
- 02/2009: Nur die Hits
- 10/2009: Mein Weihnachten
- 06/2012: Ein gutes Gefühl
- 06/2023: Liebe ist die beste Idee

- Gemeinsame Normdatei: 134824091
- International Standard Name Identifier: 0000 0000 5746 6195
- MusicBrainz: a5cbfc65-4508-4998-9a54-c5d738f1fef8
- Virtual International Authority File: 79800980
- WorldCat: E39PBJcWqYxKHycM4PdKm9J7HC